# Liste der Baudenkmale in Seddiner See
In der Liste der Baudenkmale in Seddiner See sind alle Baudenkmale der brandenburgischen Gemeinde Seddiner See und ihrer Ortsteile aufgelistet. Grundlage ist die Veröffentlichung der Landesdenkmalliste mit dem Stand vom 31. Dezember 2020. Die Bodendenkmale sind in der Liste der Bodendenkmale in Seddiner See aufgeführt.

## Baudenkmale in den Ortsteilen
In den Spalten befinden sich folgende Informationen:
- ID-Nr.: Die Nummer wird vom Brandenburgischen Landesamt für Denkmalpflege vergeben. Ein Link hinter der Nummer führt zum Eintrag über das Denkmal in der Denkmaldatenbank. In dieser Spalte kann sich zusätzlich das Wort Wikidata befinden, der entsprechende Link führt zu Angaben zu diesem Denkmal bei Wikidata.
- Lage: die Adresse des Denkmales und die geographischen Koordinaten. Link zu einem Kartenansichtstool, um Koordinaten zu setzen. In der Kartenansicht sind Denkmale ohne Koordinaten mit einem roten beziehungsweise orangen Marker dargestellt und können in der Karte gesetzt werden. Denkmale ohne Bild sind mit einem blauen bzw. roten Marker gekennzeichnet, Denkmale mit Bild mit einem grünen beziehungsweise orangen Marker.
- Bezeichnung: Bezeichnung in den offiziellen Listen des Brandenburgischen Landesamtes für Denkmalpflege. Ein Link hinter der Bezeichnung führt zum Wikipedia-Artikel über das Denkmal.
- Beschreibung: die Beschreibung des Denkmales
- Bild: ein Bild des Denkmales und gegebenenfalls einen Link zu weiteren Fotos des Baudenkmals im Medienarchiv Wikimedia Commons

### Kähnsdorf
| ID-Nr.   | Lage                 | Bezeichnung          | Beschreibung                                | Bild                 |
| -------- | -------------------- | -------------------- | ------------------------------------------- | -------------------- |
| 09190386 | Dorfstraße 15 (Lage) | Wohnhaus mit Scheune | In dem Haus befindet sich das Heimatmuseum. | Wohnhaus mit Scheune |

### Neuseddin
| ID-Nr.   | Lage   | Bezeichnung                                        | Beschreibung                                                                                               | Bild                                               |
| -------- | ------ | -------------------------------------------------- | --- | -------------------------------------------------- |
| 09190388 | (Lage) | Kohleverladebrücke, auf dem Verschiebebahnhof      | | Kohleverladebrücke, auf dem Verschiebebahnhof      |
| 09190389 | (Lage) | Grabstätte für 45 Zwangsarbeiter, auf dem Friedhof | Vor der Grabstätte befindet sich ein weiterer Grabstein, der an 12 unbekannte, deutsche Soldaten erinnert. | Grabstätte für 45 Zwangsarbeiter, auf dem Friedhof |

### Seddin
| ID-Nr.   | Lage                      | Bezeichnung                | Beschreibung | Bild                       |
| -------- | ------------------------- | -------------------------- | --- | -------------------------- |
| 09190390 | (Lage)                    | Dorfkirche                 | Die evangelische Dorfkirche wurde 1735 erbaut. Es ist ein rechteckiger Saalbau mit einem quadratischen Westturm. Die Ausstattung ist aus der Bauzeit. | weitere Bilder             |
| 09190391 | Hauptstraße 48 (Lage)     | Wohnhaus                   | | Wohnhaus                   |
| 09190382 | Leipziger Straße 2 (Lage) | Gästehaus des „Jägerhofes“ | | Gästehaus des „Jägerhofes“ |

## Ehemaliges Denkmal
| ID-Nr. | Lage             | Bezeichnung | Beschreibung | Bild       |
| ------ | ---------------- | ----------- | --- | ---------- |
|        | Neuseddin (Lage) | Wasserturm  | Der 51 Meter hoher achteckiger Wasserturm im Bahnhofsbereich stand seit 1993 unter Denkmalschutz. Im Kopf des Turms befanden sich zwei Behälter mit je 600 Kubikmetern Fassungsvermögen, die von sechs zwischen 80 und 110 Meter tiefen Brunnen aus versorgt wurden. Der 1975 sanierte Turm wurde Ende 2004 wegen fehlender Standfestigkeit abgerissen. Zwar wären Bundesfördermittel für die Sanierung des Turms möglich gewesen, jedoch war keine sinnvolle Nutzung des zwischen Bahngleisen stehenden Gebäudes absehbar. An den Turm erinnern der Straßenname Weg zum Wasserturm und ein Wandbild an einem Wohnblock in der Kunersdorfer Straße. | Wasserturm |